# 88. Internationale Sechstagefahrt
Die 88. Internationale Sechstagefahrt war die Mannschaftsweltmeisterschaft im Endurosport und fand vom 30. September bis 5. Oktober 2013 in Olbia sowie auf der Insel Sardinien statt. Die Nationalmannschaften Frankreichs konnte zum siebten Mal die World Trophy sowie zum fünften und gleichzeitig dritten Mal in Folge die Junior Trophy gewinnen. Die Women’s Trophy gewann zum ersten Mal die Nationalmannschaft Australiens.

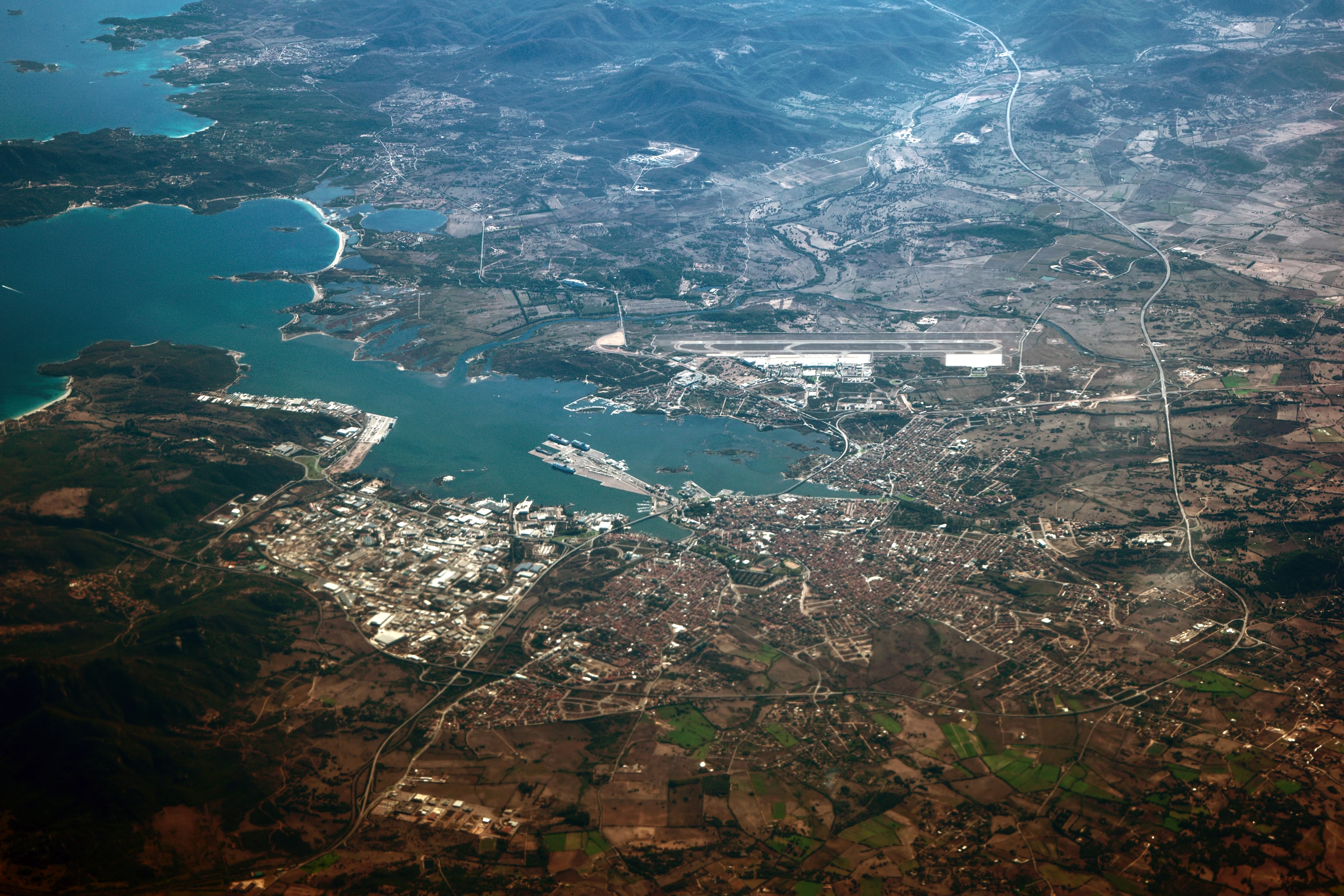
Olbia, Start- und Zielort der einzelnen Etappen.

## Wettkampf

### Organisation
Letztmals fand 1997 eine Sechstagefahrt in Italien statt. Im April 2011 erfolgte der Zuschlag für die italienische Bewerbung. Ausrichter der Veranstaltung war die Federazione Italiana di Motociclismo.
Am Wettkampf nahmen 20 Teams für die World Trophy, 15 für die Junior Trophy, sechs für die Women’s Trophy und 139 Clubteams aus insgesamt 36 Nationen teil.
Zentraler Start- und Zielort für die Veranstaltung war die Hafenstadt Olbia. Der Parc fermé und das Fahrerlager waren auf zwei Piers im Hafen untergebracht. Titelverteidiger in den Kategorien World Trophy, Junior Trophy und Women’s Trophy waren die französischen Nationalmannschaften.
Deutschland nahm an der World Trophy und Junior Trophy sowie mit sieben (davon eine gemischtnationale) Clubmannschaften teil. Die Schweiz nahm an der World Trophy sowie mit drei Clubmannschaften teil. Österreich fuhr in der World Trophy sowie mit zwei Clubmannschaften.
Es waren insgesamt rund 1250 Kilometer Strecke zu absolvieren. Bis einschließlich des fünften Fahrtags waren täglich vier Zeitkontrollen eingerichtet und sechs Sonderprüfungen zu absolvieren.

### 1. Tag
Insgesamt 603 Fahrer nahmen den Wettbewerb auf. Am ersten Tag wurde ein Kurs nördlich von Olbia gefahren, die Runde war 220 Kilometer lang. Nachdem in der Nacht zuvor heftige Gewitter niedergegangen waren, war die Staubentwicklung dementsprechend gering.
Nach dem ersten Fahrtag führte in der World Trophy das Team aus Frankreich vor den USA und Australien. Das österreichische Team lag auf dem 10. Platz, die Schweiz auf dem 11., das deutsche Team auf dem 15. Platz.
In der Junior Trophy führte das französische Team vor Italien und den USA. Das deutsche Team lag auf dem 14. Platz.
In der Women’s Trophy führte das australische Team vor den Mannschaften aus Schweden und Frankreich.
Die Clubwertung führte der Club Italia vor Treviglio und Wellard. Beste deutsche Clubmannschaft war das Team Dmsb 1-Admv auf dem 25. Platz. Für die Schweiz das Team Les Jurassiens auf Platz 58 und für Österreich der Msc Mattighofen auf Platz 77.

### 2. Tag
Die Strecke des zweiten Fahrtags war identisch der des Vortags.
Die World Trophy führte das Team aus Frankreich vor Australien und den USA an. Das österreichische Team lag auf dem 10. Platz, die Schweiz auf dem 12., Deutschland auf dem 14. Platz.
In der Junior Trophy führte Frankreich vor Italien und Großbritannien. Das deutsche Team verbesserte sich auf den 13. Platz. Im deutschen Team musste Kevin Albrecht nach Motorschaden aufgeben. Der Dekompressionshebel seiner Motorsteuerung war defekt, die Leistung fiel ab ehe der Motor festging. Damit war das tägliche Streichresultat aufgebraucht.
In der Women’s Trophy führte unverändert das australische Team vor den Mannschaften aus Schweden und Frankreich.
Die Clubwertung führte unverändert der Club Italia vor Treviglio und Wellard. Beste deutsche Clubmannschaft war das Team Dmsb 1-Admv auf dem 22. Platz. Der Msc Mattighofen verbesserte sich auf Platz 74. Bestes Schweizer Team war Les Seniors auf Platz 77.

### 3. Tag
Die Strecke des dritten Tages war wieder 220 Kilometer lang.
In der World Trophy führte das Team aus Frankreich vor den USA und Australien. Das österreichische Team lag unverändert auf dem 10. Platz, die Schweiz auf dem 12., Deutschland auf dem 14. Platz.
Die Junior Trophy führte wie am Vortag Frankreich vor Italien und Großbritannien Das deutsche Team rutschte auf den 14. Platz ab.
In der Women’s Trophy führte unverändert das australische Team vor den Mannschaften aus Schweden und Frankreich.
Die Clubwertung führte Treviglio vor Wellard und La Marca Trevigiana. Beste deutsche Clubmannschaft war das Team Dmsb 1-Admv auf dem 23. Platz. Das beste Schweizer Team Les Jurassiens lag auf Platz 61. Der Msc Mattighofen verbesserte sich auf Platz 64.

### 4. Tag
Am dritten Tag wurde ein Kurs südlich von Olbia gefahren. Die Runde war wieder 220 Kilometer lang.
Am Ende des vierten Fahrtags führte in der World Trophy das Team aus Frankreich vor Australien und den USA. Das österreichische Team lag unverändert auf dem 10. Platz, die Schweiz auf dem 12., Deutschland auf dem 14. Platz.
In der Junior Trophy führte weiter unverändert Frankreich vor Italien und Großbritannien. Im deutschen Team schied mit Lukas Reichstein der zweite Fahrer nach einem technischen Defekt aus. Die letzte Sonderprüfung beendete er schiebend. Die Reparatur vor Ort scheiterte am Zeitfenster, was letztlich zum Ausschluss führte. Das deutsche Team rutschte aussichtslos auf den 15. und damit letzten Platz ab.
In der Women’s Trophy führte unverändert Australien vor den Mannschaften aus Schweden und Frankreich.
Die Clubwertung führte wie am Vortag Treviglio vor Wellard und La Marca Trevigiana. Beste deutsche Clubmannschaft war das Team Dmsb 1-Admv auf dem 20. Platz. Das Team Les Jurassiens verbesserte sich auf den 52. Platz. Der Msc Mattighofen rutschte auf Platz 65 ab.

### 5. Tag
Die Strecke des fünften Fahrtags war identisch des vierten Tages.
Die Zwischenstände nach dem fünften Fahrtag: In der World Trophy führte das Team aus Frankreich vor den USA und Italien. Das österreichische Team lag unverändert auf dem 10. Platz, die Schweiz auf dem 12., Deutschland auf dem 14. Platz.
In der Junior Trophy führte unverändert Frankreich vor Italien und Großbritannien. Das deutsche Team lag weiter unverändert auf dem 15. Platz.
In der Women’s Trophy gab es keine Veränderung. Es führte Australien vor den Mannschaften aus Schweden und Frankreich.
Die Clubwertung führte ebenso wie am Vortag Treviglio vor Wellard und La Marca Trevigiana. Beste deutsche Clubmannschaft war das Team Dmsb 1-Admv auf dem 18. Platz. Das Team Les Jurassiens verbesserte sich auf den 46., der Msc Mattighofen auf Platz den 62. Platz.

### 6. Tag
Am letzten Tag wurden als Etappe 50 Kilometer von Olbia in das westlich gelegene Tempio Pausania gefahren. Dort fand als letzte Sonderprüfung das Abschluss-Motocross auf dem Crossodromo Sergio Bruschi statt. Es waren sechs Runden zu absolvieren.
In der Nacht zuvor hatte es stark geregnet, so dass quasi keine Staubaufwirbelung auf der Strecke entstand.

## Endergebnisse

### World Trophy
| Platz | Team                   | Zeit        |
| ----- | ---------------------- | ----------- |
| 1.    | Frankreich             | 21:46:39,09 |
| 2.    | Vereinigte Staaten     | 21:59:56,49 |
| 3.    | Italien                | 22:04:07,92 |
| 4.    | Australien             | 22:10:15,08 |
| 5.    | Spanien                | 22:14:09,72 |
| 6.    | Vereinigtes Königreich | 23:06:41.27 |
| 7.    | Schweden               | 23:19:08,79 |
| 8.    | Argentinien            | 23:39:27,20 |
| 9.    | Estland                | 23:40:07,58 |
| 10.   | Österreich             | 23:49:55,56 |
| 11.   | Belgien                | 24:00:26,36 |
| 12.   | Schweiz                | 24:08:50,71 |
| 13.   | Chile                  | 24:34:40,93 |
| 14.   | Deutschland            | 25:19:05,06 |
| 15.   | Venezuela              | 25:19:20,88 |
| 16.   | Ungarn                 | 26:09:00,03 |
| 17.   | Griechenland           | 27:14:21,90 |
| 18.   | Rumänien               | 28:22:56,44 |
| 19.   | Ecuador                | 35:06:48,08 |
| 20.   | Mexiko                 | 35:18:55,97 |

### Junior World Trophy
| Platz | Team                   | Zeit        |
| ----- | ---------------------- | ----------- |
| 1.    | Frankreich             | 13:19:05,68 |
| 2.    | Italien                | 13:25:41,92 |
| 3.    | Vereinigtes Königreich | 13:29:00,77 |
| 4.    | Vereinigte Staaten     | 13:37:09.08 |
| 5.    | Schweden               | 13:39:56,43 |
| 6.    | Australien             | 13:43:56,26 |
| 7.    | Chile                  | 13:56:17,95 |
| 8.    | Tschechien             | 13:59:25,71 |
| 9.    | Portugal               | 14:01:42,93 |
| 10.   | Polen                  | 14:12:59,85 |
| 11.   | Finnland               | 14:17:17,29 |
| 12.   | Kanada                 | 14:40:15,78 |
| 13.   | Belgien                | 15:26:56,74 |
| 14.   | Slowakei               | 21:44:16,73 |
| 15.   | Deutschland            | 21:47:14,08 |

### Women’s World Trophy
| Platz | Team               | Zeit        |
| ----- | ------------------ | ----------- |
| 1.    | Australien         | 10:19:57,00 |
| 2.    | Schweden           | 10:34:01,75 |
| 3.    | Frankreich         | 10:55:14,87 |
| 4.    | Kanada             | 11:15:34,92 |
| 5.    | Italien            | 11:17:48,24 |
| 6.    | Vereinigte Staaten | 11:31:16,78 |

### Club Team Award
| Platz                      | Team                                   | Zeit        |
| -------------------------- | -------------------------------------- | ----------- |
| 1.                         | Treviglio                              | 13:46:35,94 |
| 2.                         | Wellard                                | 13:49:00,85 |
| 3.                         | La Marca Trevigiana                    | 14:05:13,37 |
| 4.                         | Go Fasters                             | 14:05:16,63 |
| 5.                         | Lumezzane                              | 14:05:55,86 |
| 6.                         | Sebino A                               | 14:20:35,39 |
| 7.                         | Team Ostra Enduro 2                    | 14:26:46,75 |
| 8.                         | Team West Sweden                       | 14:27:03,76 |
| 9.                         | Sacu Team Scotland                     | 14:33:56,72 |
| 10.                        | Cassano Magnago                        | 14:38:12,56 |
| 000{\displaystyle \vdots } |                                        |             |
| 18.                        | DMSB 1 ADMV                            | 15:01:13,27 |
| 000{\displaystyle \vdots } |                                        |             |
| 27.                        | DMSB 2 ADAC Westfalen-Hessen/Thüringen | 15:28:23,27 |
| 000{\displaystyle \vdots } |                                        |             |
| 47.                        | Les Jurassiens                         | 16:47:10,85 |
| 000{\displaystyle \vdots } |                                        |             |
| 50.                        | DMSB 4                                 | 16:55:17,82 |
| 000{\displaystyle \vdots } |                                        |             |
| 61.                        | Msc Mattighofen                        | 17:43:08,82 |
| 62.                        | DMSB 7                                 | 17:44:37,53 |
| 000{\displaystyle \vdots } |                                        |             |
| 72.                        | DMSB 6                                 | 19:42:21,07 |
| 000{\displaystyle \vdots } |                                        |             |
| 88.                        | Les Seniors                            | 24:10:32,22 |
| 000{\displaystyle \vdots } |                                        |             |
| 112.                       | GTS Enduro Team Schweiz                | 28:08:33,57 |
| 000{\displaystyle \vdots } |                                        |             |
| 115.                       | Team Vorarlberg                        | 28:34:42,89 |
| 000{\displaystyle \vdots } |                                        |             |
| 133.                       | DMSB 5                                 | 39:09:59,30 |
| 000{\displaystyle \vdots } |                                        |             |
| 136.                       | DMSB 3 MSC Porz                        | 40:38:28,88 |

### Manufacturer’s Team Award
| Platz | Team                | Zeit        |
| ----- | ------------------- | ----------- |
| 1.    | KTM 1               | 12:56:34,64 |
| 2.    | Husaberg 1          | 13:02:47,93 |
| 3.    | KTM 2               | 13:11:57,12 |
| 4.    | Honda HM            | 13:21:50,77 |
| 5.    | Beta Factory        | 13:25:32,15 |
| 6.    | Husaberg 2          | 13:29:02,38 |
| 7.    | Honda USA           | 13:30:29,25 |
| 8.    | KTM 3               | 13:35:29,44 |
| 9.    | Husaberg 4          | 13:52:46,45 |
| 10.   | Husaberg 5          | 13:58:01,41 |
| 11.   | Honda - T.R.S.      | 14:51:40,62 |
| 12.   | Yamaha Australia    | 18:15:33,09 |
| 13.   | Husqvarna CH Racing | 22:49:00,37 |
| 14.   | Husaberg 6          | 23:09:57,22 |
| 15.   | Honda - Chile       | 23:41:59,51 |
| 16.   | KTM 4               | 24:44:44,00 |
| 17.   | Husaberg 3          | 25:11:18,84 |

### Einzelwertung
| Klasse | Starter | Gold | Silber | Bronze | ohne Medaille | Ausfall/Disqualifikation | Klassensieger (Motorrad)    | Zeit       |
| ------ | ------- | ---- | ------ | ------ | ------------- | ------------------------ | --------------------------- | ---------- |
| E1 (a) | 67      | 32   | 21     | 2      |               | 12                       | Cristobal Guerrero (KTM)    | 4:24:18,90 |
| E2 (b) | 71      | 34   | 26     | 4      |               | 7                        | Daniel Milner (Yamaha)      | 4:18:04,28 |
| E3 (c) | 40      | 14   | 19     | 5      |               | 2                        | Antoine Meo (KTM)           | 4:16:21,26 |
| EW (d) | 18      | 9    | 5      | 2      | 0             | 2                        | Jessica Gardiner (Sherco)   | 5:08:09,57 |
| C1 (a) | 152     | 27   | 55     | 34     | 11            | 25                       | Maurizio Micheluz (Valenti) | 4:27:51,01 |
| C2 (b) | 159     | 23   | 51     | 49     | 7             | 29                       | Ryan Sipes (Suzuki)         | 4:32:32,26 |
| C3 (c) | 106     | 12   | 35     | 32     | 6             | 21                       | Mirko Gritti (KTM)          | 4:29:15,54 |
| Gesamt | 613     | 151  | 212    | 128    | 24            | 98                       |                             |            |

## Teilnehmer
| Staat                  | World Trophy Team | Junior Trophy Team                                                                                               | Women´s Trophy Team                                                          | Club-Teams |
| ---------------------- | --- | --- | ---------------------------------------------------------------------------- | --- |
| Andorra                | | |                                                                              | Andorra |
| Argentinien            | Luciano Benavides (KTM) Stefano Caimi (KTM) Ariel Navarro (KTM) Kevin Benavides (KTM) Franco Caimi (KTM) Juan Ignacio Zunino (KTM)                                   | |                                                                              | |
| Australien             | Joshua Green (Yamaha) Christopher Hollis (KTM) Glenn Kearney (Husqvarna) Matthew Phillips (Husqvarna) Joshua Strang (Suzuki) Daniel Milner (Yamaha)                  | Benjamin Burrell (KTM) Lachlan Stanford (Husqvarna) Scott Keegan (Husaberg) Thomas McCormack (Yamaha)            | Jessica Gardiner (Sherco) Tayla Jones (KTM) Jemma Wilson (Yamaha)            | Australia 1 Australia 2 |
| Belgien                | Adrien Vandomelle (Moto TM) Jerome Martiny (GasGas) Cedric Cremer (KTM) Vincent Grandjean (KTM) Kevin Gauniaux (Beta) Wim Vanderheyden (Husaberg)                    | Nicolas Charlier (KTM) Johan Peffer (KTM) Andrew Leloup (KTM) Quentin Monfort (Beta)                             |                                                                              | Belgium Team Enduro 1 Belgium Enduro 2 Belgium Enduro 3 Belgium Enduro 4 Dinant Moto Club |
| Brasilien              | | |                                                                              | Brasil |
| Chile                  | Javier Garate (KTM) Jorge Diez (HM-Honda) Benjamin Israel (Honda) Christian Soto (HM-Honda) Gabriel Balut (HM-Honda) Matias Ovalle (Moto TM)                         | Benjamin Herrera (Moto TM) Diego Rojas (GasGas) Esteban Lanz (GasGas) Diego Herrera (Moto TM)                    |                                                                              | |
| Dänemark               | | |                                                                              | Team DMU/KNMV |
| Deutschland            | Thomas Wolter (Husaberg) André Engelmann (Husaberg) André Decker (KTM) Gerhard Forster (Beta) Thomas Decker (KTM) Maik Gruhne (KTM)                                  | Kevin Albrecht (Honda) Joscha Wiefel (Yamaha) Lukas Reichstein (Husaberg) Robin Häusser (KTM)                    |                                                                              | DMSB 1 ADMV DMSB 2 ADAC Westfalen-Hessen/Thüringen DMSB 3 MSC Porz DMSB 4 DMSB 5 DMSB 6 DMSB 7 FIM EU MOTO CLUB SITGES DMSB (1 Fahrer) (e) |
| Ecuador                | David Betancourt (Husaberg) Juan Carlos Puga (Husaberg) Andres Betancourt Juan Felipe Bustamante (Husaberg) Martin Bustamante (Husaberg) David Betancourt (Husaberg) | |                                                                              | |
| El Salvador            | | |                                                                              | Honduras (1 Fahrer) (f) |
| Estland                | Toivo Nikopensius (Yamaha) Rannar Uusna (Husaberg) Martin Leok (KTM) Toomas Triisa (HM Honda) Aigar Leok (Moto TM) Tonu Kallast (GasGas)                             | |                                                                              | Club Team Estonia |
| Finnland               | | Mika Tamminen (Husaberg) Kim Teikari (HM-Honda) Paavo Honkanen (Husaberg) Matias Savo (Beta)                     |                                                                              | DYNASET Offroad Areena JM-Konehuolto Oy Offroadpro.fi SML Junior Team ISDE Novice |
| Frankreich             | Pierre Alexandre Renet (Husaberg) Jérémy Joly (HM-Honda) Johnny Aubert (KTM) Antoine Meo (KTM) Rodrig Thain (GasGas) Fabien Planet (KTM)                             | Mathias Bellino (Husaberg) Kevin Rohmer (Yamaha) Loic Larrieu (Husaberg) Swan Servajean (Yamaha)                 | Audrey Rossat (KTM) Geraldine Fournel (Husaberg) Juliette Berrez (Yamaha)    | ASBTP Cote d'Azur CET Sport Cannes 1 CET Sport Cannes 2 Club Yam 38 Kick Moto Club MC Leman - Team EFC Moto Club de Gasny Moto Club Yssingelais Team ISDE Cantal Team TM Epoca |
| Griechenland           | Antonios Antoniou (KTM) Michail Provias (KTM) Giannis Trigkas (HM-Honda) Nikolaos Kantidis (Husaberg) Vasilios Siafarikas (HM-Honda) Apostolos Zvinterikos (KTM)     | |                                                                              | |
| Honduras               | | |                                                                              | Honduras (2 Fahrer) |
| Israel                 | | |                                                                              | Israele |
| Italien                | Simone Albergoni (HM Honda) Thomas Oldrati (Husaberg) Alex Salvini (HM Honda) Manuel Monni (KTM) Dany Philippaerts (Beta) Oscar Balletti (KTM)                       | Gianluca Martini (Beta) Giacomo Redondi (KTM) Nicolò Mori (Beta) Rudy Moroni (KTM)                               | Christina Marrocco (Yamaha) Paola Riverditi (GasGas) Anna Sappino (HM-Honda) | A.M. Aretina AMC 93 AMX BBM Racing Bergamo Brembana A Brembana B Caerevetus Milani Cassano Magnago Chieve Citta' die Cairo Montenotte Club Italia Costa Volpino Della Superba Desio Endurology Gallura A Gallura B Giallo23 Young Granozzo con Monticello Gruppo Sasso Marconi Iglesias Il Centauro Intimiano N. Noseda A Intimiano N. Noseda B Isola d'Elba La Marca Trevigiana Lago d'Iseo Lumezzane Off Road Racing Team Oggiono Oliveto Citra Pavia Pegaso Pistoni Roventi Ponte San Giovanni Reparto Corse Arzachena RSMOTO Racing Sebino B San Giorgio Perdas Scuderia Dolomiti A Scuderia Dolomiti B Sebino A Sebino C Sicilia Racing Six Days Stella Corse Team Leonardi Team Musciacchio Team RS77 Torre della Meloria Treviglio Trieste A Trieste B Trieste C Valdibure P.SE Vittorio Alfieri |
| Japan                  | | |                                                                              | 5D Japan Team Famiglia Ota Team Japan Team Last Samurai |
| Kanada                 | | Philippe Chaine (KTM) Tyler Murray (KTM) Jared Stock (Yamaha) Ty McKenna (KTM)                                   | Lexi Pechout (Fantic) Felicia Robichaud (KTM) Shelby Turner (KTM)            | Canada West Interprovincial |
| Kolumbien              | | |                                                                              | Mexico (1 Fahrer) (g) |
| Mexiko                 | Eugenio Morales (KTM) Gabriel Guardado (KTM) Jose Jua Lopez (Husaberg) Ivan Ramirez (KTM) Miguel Morales (KTM)                                                       | |                                                                              | Mexico (2 Fahrer) (g) |
| Niederlande            | | |                                                                              | ISDE Clubteam Holland MC Nijverdal-Hellendoorn The Dutch Power Veteran Enduro Team Nederland |
| Österreich             | Bernhard Schöpf (KTM) Michael Staufer (KTM) Bernhard Walzer (KTM) Matthias Wibmer (KTM) Walter Feichtinger (KTM) Mario Hirschmugl (KTM)                              | |                                                                              | MSC Mattighofen Team Vorarlberg |
| Polen                  | | Rafal Bracik (KTM) Jakub Kucharski (KTM) Adam Tomiczek (KTM) Pawel Szymkowski (KTM)                              |                                                                              | CKM Devil |
| Portugal               | | Luis Oliveira (Yamaha) Jorge Vasconceles-Leite (Yamaha) Diogo Barata-Ventura (Yamaha) Jose Soares-Borges (Honda) |                                                                              | |
| Rumänien               | Alexandru Garbacea (KTM) Lucian Neaga (KTM) Marcel Butuza (Husaberg) Marton Szilveszter (KTM) Emanuel Gyenes (Husaberg) Andras Janos Elek (KTM)                      | |                                                                              | |
| Schweden               | Mikael Persson (Husaberg) Tommy Sjostrom (KTM) Martin Sundin (Husaberg) Jesper Börjesson (Husaberg) Anton Sandstedt (Honda) Adam Brostrom (KTM)                      | Lars Löfgren (Husaberg) Oliver Nelson (Husaberg) Albin Elowson (Husaberg) Robert Kvarnstrom (Beta)               | Jessica Jönsson (GasGas) Emelie Karlsson (Husaberg) Sanna Bergman (GasGas)   | Team Södra Team Ostra Enduro 1 Team Ostra Enduro 2 TEAM Ostra-Botkyrka 1 TEAM Ostra-Botkyrka 2 Team West Sweden |
| Schweiz                | Kevin Murisier (KTM) Jonathan Rosse (Yamaha) Hansruedi Kilchenmann (HM Honda) Cedric Evard (Valenti) Christophe Robert (Husaberg) Steve Fellay (KTM)                 | |                                                                              | GTS Enduro Team Schweiz Les Jurassiens Les Seniors |
| Slowakei               | | Lukás Rosina (KTM) Thomas Hostinský (Husaberg) Patrik Halgas (KTM) Valer Garaj (Yamaha)                          |                                                                              | Enduro Moto Club Male Trakany |
| Spanien                | Lorenzo Santolino (Husqvarna) Cristóbal Guerrero (KTM) Iván Cervantes (KTM) Víctor Guerrero (KTM) Mario Roman (Husaberg) Oriol Mena (Husaberg)                       | |                                                                              | FIM EU MOTO CLUB SITGES DMSB (2 Fahrer) (e) |
| Südafrika              | | |                                                                              | RSA Club |
| Tschechien             | | Ondrej Helmich (KTM) Patrik Markvart (KTM) Milan Engel (KTM) Jan Balas (KTM)                                     |                                                                              | ENC Racing CZ EnC Racing CZ Junior Husqvarna Gottbros Team Motoklub Chrastava Motosport Bozkov Motosport Bozkov 2 Ufo Zlate Hory |
| Ungarn                 | Gabor Grillmayer (Husaberg) Peter Katai (KTM) Tamas Boros György Solymosi (Husaberg) Barnabas Tóth (KTM) Akos Csorba (KTM)                                           | |                                                                              | Drink Team MAMS Club Team |
| Venezuela              | Jeronimo Puppio (KTM) Jesus Villalon (KTM) Wilfran de Paz (KTM) Luis Chavez (KTM) Nicolas Cardona (KTM) Fernando Macia (KTM)                                         | |                                                                              | |
| Vereinigtes Königreich | Jason Thomas (KTM) Jamie Lewis (Honda) Daryl Bolter (KTM) Lee Edmondson (Beta) Tom Sagar (KTM) Jordan Rose (Moto TM)                                                 | Daniel McCanney (GasGas) Jamie McCanney (Husaberg) Jack Rowland (Husqvarna) Steve Holcombe (KTM)                 |                                                                              | Army MCA SACU Team Scotland SMCC - Isle of Man St Georges Team Wales A Team Wales B Witley & District Motor Cycle Club 1 Witley & District Motor Cycle Club A |
| Vereinigte Staaten     | Mike Brown (KTM) Kurt Caselli (KTM) Thaddeus Duvall (Honda) Charlie Mullins (KTM) Zachar Osborne (Honda) Taylor Robert (Kawasaki)                                    | Kailub Russel (KTM) Jesse Groemm (Yamaha) Grant Baylor (KTM) Andrew DeLong (Husqvarna)                           | Rachel Gutish (KTM) Brooke Hodges (KTM) Amanda Mastin (KTM)                  | AMA District 37 Dewitt Powersports GoFasters.com JAFMAR Senior Team Tony Agonis Team Wellard Team |